# Titanattus notabilis
Titanattus notabilis är en spindelart som först beskrevs av Cândido Firmino de Mello-Leitão 1943.  
Titanattus notabilis ingår i släktet Titanattus och familjen hoppspindlar. Inga underarter finns listade i Catalogue of Life.